# Gerrie Mühren
Gerardus Dominicus Hyacinthus Maria (Gerrie) Mühren (Volendam, 2 februari 1946 – aldaar, 19 september 2013) was een Nederlands voetballer.

## Carrière
Mühren werd geboren in Volendam, waar hij ging voetballen bij RKSV Volendam. In 1968 werd hij aangetrokken door Ajax. In zijn eerste seizoen had Mühren nog geen basisplaats, maar scoorde hij tegen Telstar wel het duizendste doelpunt van Ajax in de eredivisie. Het jaar erop zou hij Bennie Muller uit de startopstelling verdringen. Zijn technische hoogstandjes moest hij van trainer Rinus Michels achterwege laten. 1969 was ook het jaar dat Gerrie Mühren als eerste Volendammer in het Nederlands elftal speelde. Wereldberoemd is zijn staaltje hooghouden in de uitwedstrijd van Ajax tegen Real Madrid in 1973. Gerrie Muhren stond ook bekend om z’n magistrale conditie en werd vaak genoemd als meest technische voetballer ter wereld.
In 1976 vertrok hij naar Real Betis. De Volendamse popgroep BZN bracht naar aanleiding hiervan de single Sevilla uit. Later speelde Mühren voor MVV en Seiko. Na zijn carrière als voetballer hield Mühren zich bezig met het begeleiden van de jeugd. Ook zijn jongere broer Arnold was een succesvol voetballer.
In totaal heeft Gerrie Mühren 298 wedstrijden gespeeld, waarin hij 72 keer scoorde. Ook speelde hij 10 interlands. Zijn eerste interland was in 1969 tegen Engeland en zijn laatste in 1973 tegen België.

## Overlijden en nagedachtenis
Mühren overleed in 2013 op 67-jarige leeftijd aan de gevolgen van een beenmergstoornis. In 2005 had de gemeente Amsterdam al de Gerrie Mührenbrug naar hem vernoemd.
In september 2021 kreeg Mühren zijn eigen standbeeld op het sportcomplex van RKAV Volendam, dat onthuld werd door toenmalig bondscoach Louis van Gaal. De speler werd vereeuwigd door kunstenares Jans van Baarsen.

## Familie
Gerrie Mühren is een broer van de voetballer Arnold en de gitarist Jan (Next One en solo) en een neef van Arnold Mühren van The Cats.

## Erelijst
| Competitie                      |             |                           |             |             |
| Competitie                      | Aantal      | Jaren                     |             |             |
| FC Volendam                     | FC Volendam | FC Volendam               | FC Volendam | FC Volendam |
| ------------------------------- | ----------- | ------------------------- | ----------- | ----------- |
| Eerste divisie                  | 1x          | 1966/67                   |             |             |
| Ajax                            |             |                           |             |             |
| Mondiaal                        |             |                           |             |             |
| Wereldbeker voor clubteams      | 1x          | 1972                      |             |             |
| Continentaal                    |             |                           |             |             |
| Europacup I                     | 3x          | 1970/71, 1971/72, 1972/73 |             |             |
| Europese Supercup               | 2x          | 1972, 1973                |             |             |
| Nationaal                       |             |                           |             |             |
| Eredivisie                      | 3x          | 1969/70, 1971/72, 1972/73 |             |             |
| KNVB beker                      | 3x          | 1969/70, 1970/71, 1971/72 |             |             |
| DS'79                           |             |                           |             |             |
| Eerste Divisie                  | 1x          | 1982/83                   |             |             |
| Real Betis                      |             |                           |             |             |
| Copa del Generalísimo           | 1x          | 1976/77                   |             |             |
| Seiko                           |             |                           |             |             |
| Hong Kong First Division League | 2x          | 1981/82, 1982/83          |             |             |

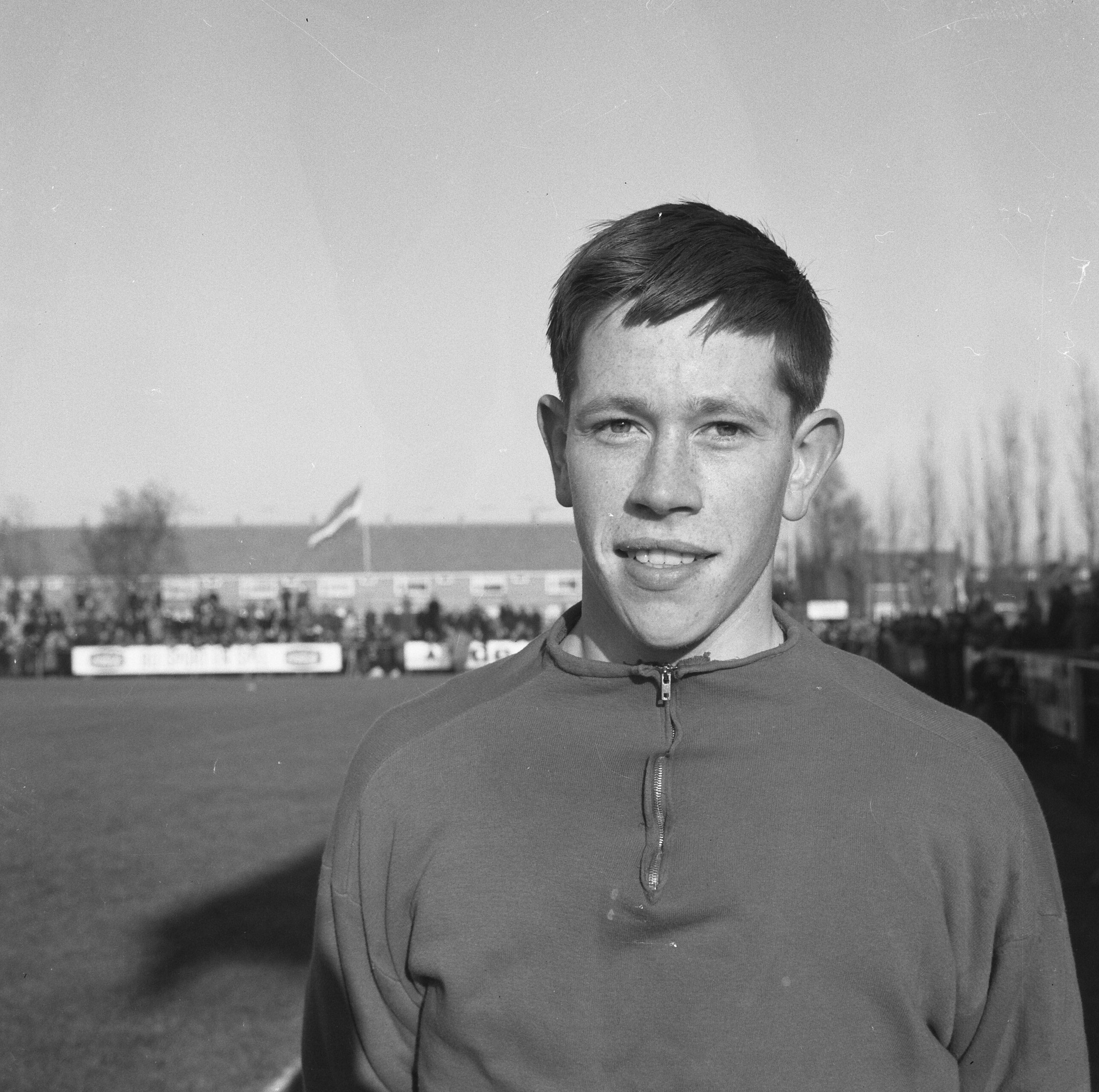
Mühren als speler van Volendam (1964)
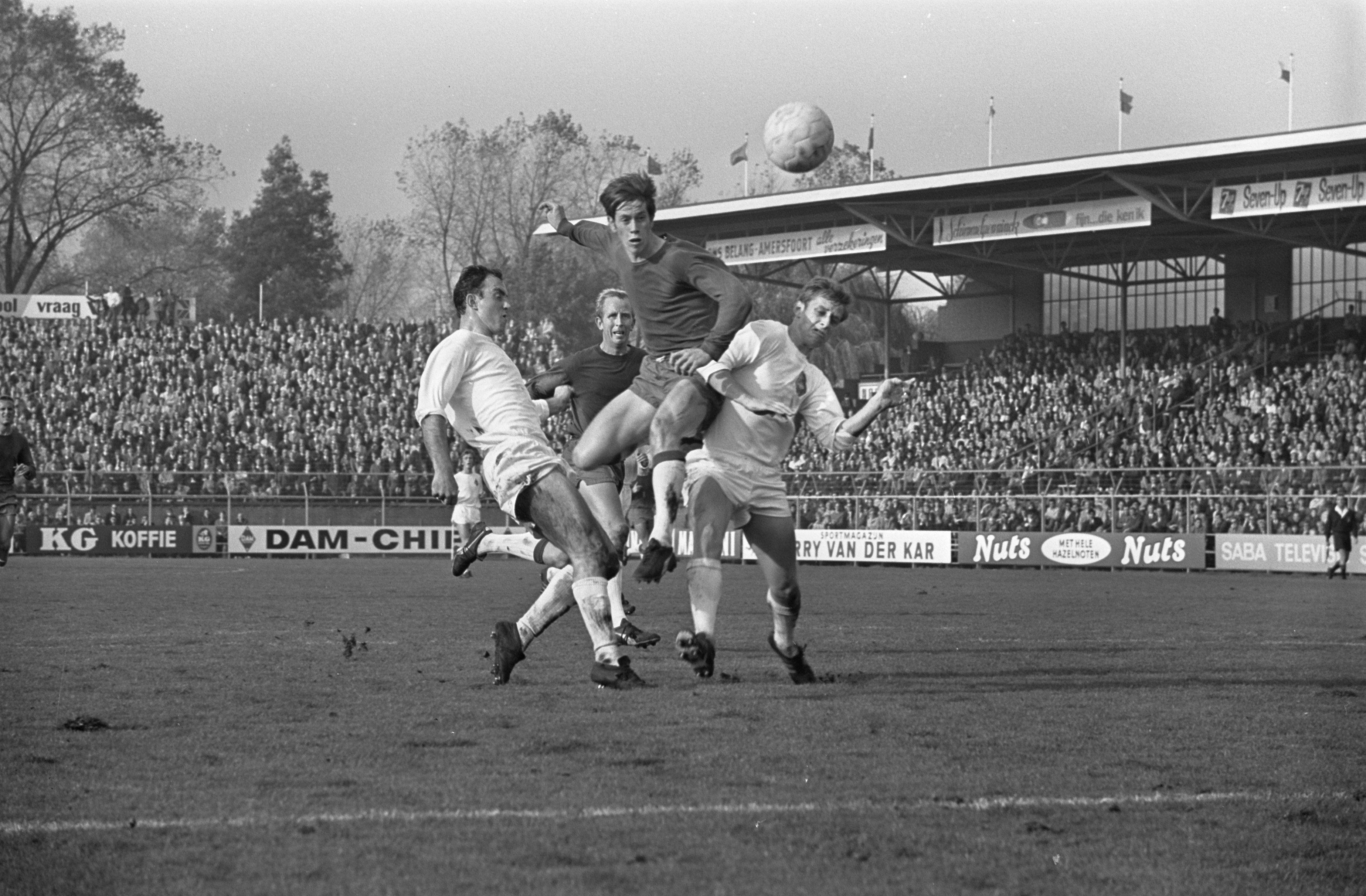
Mühren scoort 1000e doelpunt van Ajax (1968)
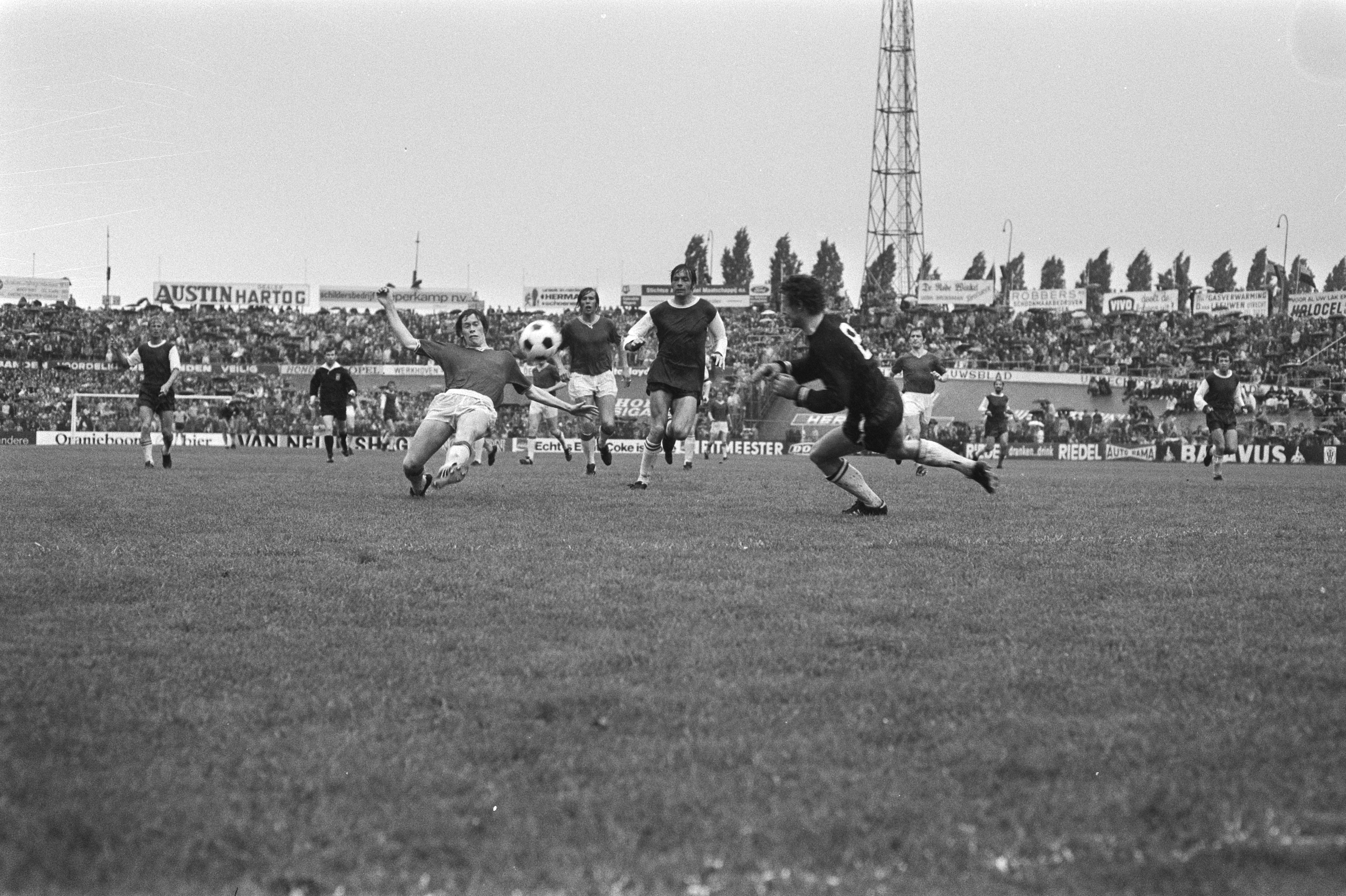
Mühren scoort (1971)
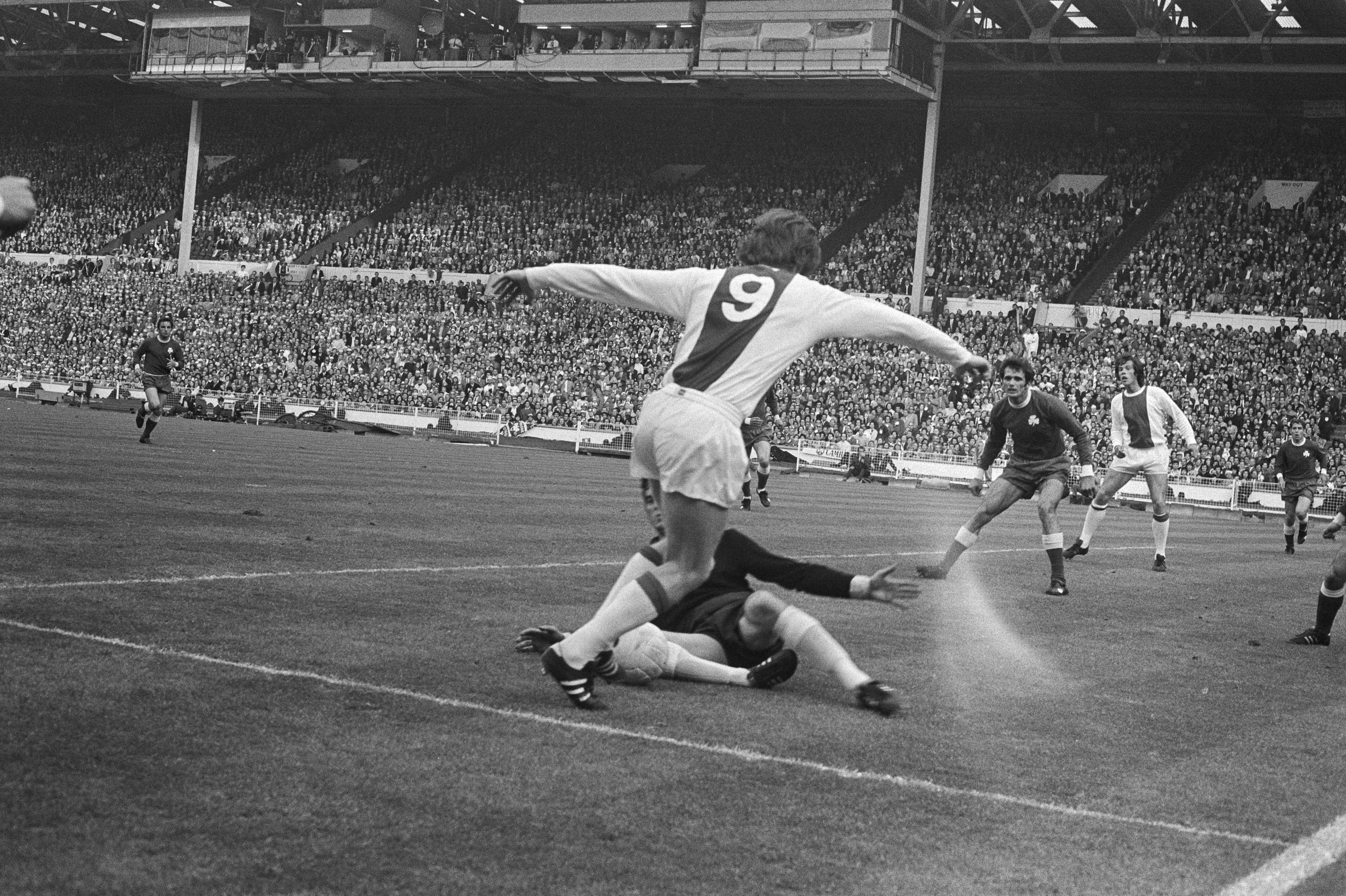
Mühren (9) in de Europa Cupfinale 1971